# Hattyúhercegnő 3. – A kastély titka
A Hattyúhercegnő 3. – A kastély titka (eredeti cím: The Swan Princess III: The Mystery of the Enchanted Kingdom) 1998-ban megjelent amerikai rajzfilm.
Amerikában 1998. augusztus 4-én adták ki VHS-en Magyarországon a televízióban 2003. december 24-én a RTL Klubon vetítették le.

## Cselekmény
|  | Alább a cselekmény részletei következnek! |

Boldogságban éli életét a gyönyörű Odette hercegnő és házastársa, Derek herceg. Eközben a gonosz boszorkány újra egy gonoszságon töri a fejét, mégpedig azon, hogyan vegye át az uralmat a birodalom felett és hogyan rontsa meg a házastársak kapcsolatát. Egyezséget köt Rothbarttal, a gonosz varázslóval, aki jelenleg is pályázni akar Odette kezére. Amikor elterjed híre, hogy a herceg őrzésében van a művészetek kézirata, amely tiltott is, ekkor a két kegyetlen cselszövő meg akarja ezt szerezni, de úgy, hogy egyikük megelőzze a másikat. Nemsokára azt is kiderítik, hogy ez a kézirat nem használható semmiképp sem a herceg közreműködése nélkül, és emiatt a gonosz boszorkány rabul ejti Odettet.
|  | Itt a vége a cselekmény részletezésének! |

## Szereplők
| Szereplő        | Eredeti hang       | Magyar hang        | Leírás |
| --------------- | ------------------ | ------------------ | ------ |
| Odette hercegnő | Michelle Nicastro  | Mahó Andrea        |        |
| Derek herceg    | Brian Nissen       | Láng Balázs        |        |
| Zelda           | Katja Zoch         | Bokor Ildikó       |        |
| Lord Rogers     | Joseph Medrano     | Versényi László    |        |
| Uberta királynő | Christy Landers    | Bókai Mária        |        |
| Jean-Bob        | Donald Sage Mackay | Lippai László      |        |
| Speed           | Doug Stone         | Szalay Imre        |        |
| Puffin          | Steve Vinovich     | Seszták Szabolcs   |        |
| Whizzer         | Paul Masonson      | Pusztaszeri Kornél |        |
| Bromley         | Owen Miller        | Vári Attila        |        |
| Lord Rothbart   | Sean Wright        | Varga Tamás        |        |

## Televíziós megjelenések
- RTL Klub
- TV2, Super TV2